# 戰鬥勇士
戰鬥勇士（The Centurions）是一部1985年至1987年間放映，全劇總共65集的美國動畫。台灣則於該劇下檔後隔年由華視頻道引進，從1988年（民國77年）5月21日至1989年8月5日期間，於每週六下午3:30至4:00的時段播出。之後卡通頻道於1996年，更譯為正義戰士再度播出，配音、譯名皆異於以前華視的版本。中国大陆则亦使用“正义战士”的译名于1997-2000年在电影频道播出过三次。香港方面：此動畫曾在無線明珠台播出，卻從未有配成粵語版本在翡翠台播台。

## 故事
|  | 在不久的將來，恐怖博士和他的瘋狂搭檔赫克，要揮兵征服地球，只有一支精兵能夠制止那些魔鬼。以一擋百的勇士，身披萬靈飛行裝（exoframes），他們隨時待命前往任何地方，各式新奇的攻擊武器系統，從蒼穹號太空站發射下來，人員和裝備就立刻完成戰備。馬斯‧雷是卓越的海洋指揮官，傑克‧駱威是陸戰火箭高手，艾斯‧麥克萊是勇敢的空戰英雄。不管是任何挑戰，他們隨時都在枕戈待旦，他們是「戰鬥勇士」。 |

（截錄自華視戰鬥勇士之中文開場白）

## 主要人物

### 蒼穹號太空站（Sky Vault，又譯 天庭號）
- 水晶（Crystal Kane，又译 克莉斯托）

蒼穹號的技术总指挥，她负责在危难时刻紧急召集三名（到了后期又增加了两名）正义战士，从“天庭号”上将他们和他们需要的装备及时传送到事发现场打击敌人。
- 露絲（Lucy）

水晶飼養的人猿。

#### 
本片中描绘的每一名正义战士都是擅长於某一方面的战斗好手。他們在经过一系列高度机密的训练后，他们会被给予一套特制的战斗服。这种服装结合了盔甲和“瞬移”技术媒介的作用，有一定的防护能力。而最重要的功能就是这套战斗服可以成为这些正义战士个人武器系统的载体，而且其具备的肉体力量强化功能使得这些战士们可以在上面安装等同与自身重量数倍的武器系统而不会感觉到任何不适。
动画一开始只有三名战士：陆、海、空战高手各一人。紧急时刻他们就会穿上战斗服，从“天庭号”太空站上的传送装置或者地面上的秘密基地（伪装成书店）里的传送装置瞬间移动到指定地点，接受从“天庭号”上面传送给他们各人的武器系统，等待这些武器系统的部件与他们的战斗服组合完毕后即可投入战斗。
分配给每个正义战士的武器系统按照战斗任务和程度的不同分成好几套不同的套件，每套武器系统的运作都只能听从接受它们的正义战士的个人脑波信号。每个战士一次一般可以与某一套武器系统组合，当然战士们也能根据自己的要求和具体战斗需要混装不同套件上的不同零部件。
在最后五集中，队伍又增加了两名战士：一名能源专家和一名渗透/潜伏专家。
- 艾斯‧麥克萊（Ace McCloud）

空戰專家。
裝備：

基本空战武器系统。包括头盔，一只带翼的轻型喷气背包（包括目标探测器），两只安在手腕上的追踪导弹，一枚安在前胸的炸弹和两只轻型激光炮。

航天飞机型武器系统。包括头盔，安在背上的一枚导弹、主翼和推进器，胸前的一门激光炮和副推进器，和脚上的负电离子炮。

大型战斗机型武器系统。包括头盔，安在背上的机体、主翼和涡轮发动机，脚上的尾翼，胸前的一门激光炮和隐形器，安在机翼上的两枚热追踪导弹/炸弹和安在机头的两枚“银河系导弹”。

倾转翼飞机型武器系统。包括主体，主翼和倾转式螺旋桨，脚上的尾翼，胸前的激光炮，和安在机翼上的四枚导弹。在最后五集中出现。
- （Max Ray）

海指揮官。
裝備：

基本海战武器系统。包括头盔，一只轻型潜水背包，一门安在右手腕上的激光炮，一只安在胸前的声纳/稳定舵，一枚安在头后的导弹和脚上的两只水下涡轮推进器。

大型海战武器系统。包括头盔，一部大型潜水涡轮推进器，一门安在左手腕上的电击炮，一门安在胸前的激光炮，两枚安裝在背后的大型导弹，和脚上的两只稳定舵。

微型潜艇武器系统，包括主体（带防护面罩），上面的潜望镜，胸前的两枚鱼雷，身后的一枚深水炸弹，主体上的两门激光炮，和两侧的稳定翼。

中型海战武器系统，包括头盔，安在上身的主体和推进器（分前后两部分），安在主体上的四枚导弹和安在脚上的两枚鱼雷。
- Aqua-Blazer

水翼船式水面作战武器系统，包括背后的涡扇推进器和两侧的导弹，胸前的激光炮，脚上的水翼和两枚鱼雷。此系统也有一定的潜水能力。
- Fathom Fan

- 傑克‧駱威（Jake Rockwell）

陸戰高手。
裝備：

基本陆战武器系统。包括头盔，一只安在肩膀上的雷达，一门安在手腕上的激光炮，一只安在胸前的转轮激光炮，和一枚安在背后的等离子导弹。

摩托车型高速越野武器系统。包括主体（包括后轮和面罩），安在主体上的扫描仪和两门轻型激光炮，和胸前的前轮。必要时也可以站立起来战斗，扫描仪安在胸前，激光炮安在两侧，前轮则和后轮并排装置。

攻击直升机武器系统。包括主体（带防护面罩和旋翼），脚上的起落架（包括两枚导弹），胸前的冷冻炮，两侧的两枚导弹，和主体上前下部的一门激光炮。

大型步行机/武器平台系统。包括头盔，主体（含顶部的雷达和热能炮），两侧的支架，两枚同样安装在两侧的导弹，和胸前的两门大型冷冻炮。

履带式武器平台系统，包括头盔，背后的主体，安在两侧可以随意变换角度的两条履带，胸前的探测器，两手上的激光炮/火箭弹组合发射装置。
- Awesome Auger
- Land Laser

- （Shadow）
傑克的愛犬。

- （Rex Charger）

能源專家。
裝備：
- Electro-Charger
- Gatling Guard

- （John Thunder）

滲透專家。
裝備：
- Silent Arrow
- Thunder Knife

### 反派
- （Doc Terror）

一个疯狂天才科学家。最大的梦想是让机械取代地球上的一切生物。曾经试图用机械优于人类的说法征服科学界，但屡次遭到拒绝。情急之下将一名罪犯哈克改装成为生化人用以论证机械的优越性，但因为有一次哈克发脾气而弄坏了自己的左侧身体，随即让赫克启动机器把自己也改装成为了生化人。左侧身体为完全机械结构，左臂为机械臂，可以装置机械手，也可作为武器使用。在动画片中，他制造了只听命于他的四种机器人来充实自己的军队来征服世界。
- 赫克（Hacker）

博士的第一个实验品和他的忠实搭档。原是一名罪犯，因为窃取某项关于机器人制造的机密而被追捕，中途被泰魔博士所救。博士答应用赫克盗取的机密为交换让他变强，于是赫克自愿被他改造成为一个生化人（半机器人）。右半边身体为完全机械结构，右手为一机械臂，只能作为格斗武器和激光枪使用。
- 琥珀（Amber）

恐怖博士之女。
- Traumatizer

步兵机器人，手臂为激光枪，身体带有一枚用来攻坚的导弹。
- Strafer

飞机机器人，装备激光炮、炸弹和导弹，可以倾斜和垂直发射。如果卸掉一侧机翼和发动机则可以与去掉半边机械身体的泰魔博士和赫克对接，增强二人的飞行能力和攻击力。
- Road-Borg

战车机器人，装备全天候高速轮胎和两门大型激光炮。
- Sea-borg

快艇机器人，装备鱼雷，导弹和激光炮。
此外，他的军队还包括不少装备武器的生化人和生化动物。

## 劇集列表
- （）內為華視播出時之中文標題

1. The Sky Is on Fire （窮追猛打）
2. Battle Beneath the Sea （爭霸海洋）
3. An Alien Affair （太空歷險記）
4. Found, One Lost World （發現舊世界）
5. Sand Doom （沙漠平魔）
6. Whalesong （深海驅鯨）
7. Tornado of Terror （氣象戰爭）
8. Denver Is Down （城市保衛戰）
9. Micro Menace （小兵立大功）
10. Attack of the Plant-Borg （斬草除根）
11. Battle Beneath the Ice （冰國爭雄）
12. Operation Starfall （攔擊流星）
13. Let the Games Begin （爭取人才）
14. Firebird （威鎮金鴝鳥）
15. Cold Calculations （搶救物資）
16. Return of Captain Steele （化敵為友）
17. Three Strikes and You're Dead
18. Double Agent （腦波移植）
19. Child's Play （非同兒戲）
20. Terror On Ice （小怪獸的誕生）
21. That Old Black Magic （矢志獻身）
22. Max Ray: Traitor （詐降捉奸）
23. Crack the World （毋枉毋縱）
24. Incredible Shrinking Centurions （電腦故障）
25. Live At Five （更正視聽）
26. The Mummy's Curse （起死回生）
27. Counterclock Crisis （時差危機）
28. Zombie Master （擒賊擒王）
29. Malfunction
30. Broken Beams （仁義值千金）
31. The Chameleon's Sting
32. Film At Eleven （新聞幕後）
33. Hacker Must Be Destroyed （放虎歸山）
34. Showdown At Skystalk
35. The Warrior （叢林救人）
36. Return of Cassandra
37. Night On Terror Mountain （大戰蝙蝠精）
38. Merlin （驅邪除妖）
39. The Monsters From Below （改邪歸正）
40. The Road Devils （古堡救美）
41. Zone Dancer （化阻力為助力）
42. Firecracker （以戰止戰）
43. Traitors Three （考驗忠貞）
44. You Only Love Twice （萬里尋夫）
45. Sungrazer （人命關天）
46. Novice （新手誤事）
47. Breakout （改過向善）
48. Atlantis Adventure Part 1 （海底風雲 上）
49. Atlantis Adventure Part 2 （海底風雲 下）
50. Ghost Warrior （揭開騙局）
51. Let the Lightning Fall （風雲變色）
52. Cyborg Centurion （出奇制勝）
53. Day of the Animals （人獸之間）
54. To Dare Dominion Part 1 （深入虎穴 上）
55. To Dare Dominion Part 2 （深入虎穴 下）
56. Hole In the Ocean Part 1
57. Hole In the Ocean Part 2
58. The Better Half Part 1 （棋逢敵手 上）
59. The Better Half Part 2 （棋逢敵手 下）
60. Revenge （計較後果）
61. Man Or Machine Part 1 （人或機器 ㈠）
62. Man Or Machine Part 2 （人或機器 ㈡）
63. Man Or Machine Part 3 （人或機器 ㈢）
64. Man Or Machine Part 4 （人或機器 ㈣）
65. Man Or Machine Part 5 （人或機器 ㈤）

## 科普时间
正义战士的一大特色是在每集故事结束之时都会安排一位主角（包括反派泰魔和哈克）给小观众介绍跟剧情相关的科学知识和科技动向，这些科普知识都是以现实科学技术为基础而非科学幻想，比如机器人的应用，人类太空探险，可视电话，转基因技术等。这些在80年代看来很有前瞻性的探讨，如今部分已成现实。

## 外部連結
- 台灣電視資料庫－無線電視節目庫 （页面存档备份，存于）
- 台灣電視資料庫－有線電視節目庫 （页面存档备份，存于）
- TV.COM英文劇集大綱提要 （页面存档备份，存于）